# The Cheese Mites
Ne doit pas être confondu avec Cheese Mites, or Lilliputians in a London Restaurant.
Pour plus de détails, voir Fiche technique et Distribution.
The Cheese Mites (« Les Acariens du fromage ») est un court métrage documentaire muet britannique de 1903, produit par Charles Urban et réalisé par F. Martin Duncan.

## Synopsis
Un homme déjeune d'un sandwich au fromage de Stilton tout en lisant son journal, à l'aide de sa loupe. Il se rend compte qu'il se passe quelque chose d'étrange sur la surface du fromage qu'il se met à examiner avec sa loupe. Il découvre alors avec horreur que des centaines d'acariens du fromage ressemblant à des petits crabes grouillent et se déplacent rapidement dans toutes les directions. Dégoûté, il interrompt son déjeuner et quitte la table.

## Fiche technique
- Titre original : The Cheese Mites
- Série : The Unseen World
- Réalisation : F. Martin Duncan (en)
- Production : Charles Urban
- Pays d'origine : Grande-Bretagne
- Date de sortie :
  - Royaume-Uni : août 1903
- Format : noir et blanc, muet
- Pellicule : 35mm
- Durée : 2 minutes et 30 secondes connues
- Genres : documentaire
- Distribution : F. Martin-Duncan : le professeur

## Sortie du film
Le film, présenté au public en août 1903 à l'Alhambra Theatre, Leicester Square, à Londres, est la sensation de cette première projection de films scientifiques en Grande-Bretagne. Selon Michael Brooke de BFI Screenonline, « sa revendication scientifique repose sur le fait qu'il est filmé à travers un microscope, révélant aux public profane ce qui, normalement, n'est accessible qu'aux propriétaires de microscopes »,.

## Postérité
D'après le British Film Institute, pendant 80 ans, seules ne subsistaient 49 secondes du film montrant le plan des acariens, le restant étant considéré comme perdu, mais une nouvelle version a été découverte dans les années 2000 montrant 2 minutes et 30 secondes.
Il existe une parodie de ce film, également sortie dans les années 1900, nommée « Unclean World ».